# Лабунський Олександр Миколайович
Олександр Миколайович Лабунський (13 червня 1982, Сарни Рівненської області — 14 березня 2022, Київська область)  — старший солдат, водій реактивної артилерійської батареї 128 ОГШБр Збройних сил України,  ветеран АТО відзначився у ході російського вторгнення в Україну, Герой України з удостоєнням ордена «Золота Зірка» (посмертно).

## Життєпис
Народився 13 червня 1982 року в місті Сарни Рівненської області.  У родині військових дядько служив в ЗСУ Працював у підрозділі сарненської пожежно-рятувальної частини.
Після початку російського вторгнення в Україну з 2019 року служив у 128-й окремій гірсько-штурмовій бригаді спочатку під Бучею, потім поблизу Вишгорода. Старший солдат Лабунський виконував обов’язки командира автомобільного відділення реактивної артилерійської батареї.
За безпосередньої участі Лабунського реактивна батарея бригади виконала в місті Київ більше ніж тридцять бойових завдань, у результаті яких уражені колони, скупчення живої сили й техніки ворога. Знищені десятки одиниць бойової та спеціальної техніки, а також особовий склад батальйонних тактичних груп окупантів.
Загинув 14 березня 2022 року близько 14:00 внаслідок обстрілу ворожих БМ-21 «Град» у Київській області. Похований 19 березня у місті Сарни.
В Олександра Лабунського залишилася мати,батько,сеста, два сина, та донька. 28 червня 2023 року в День Конституції України, президент України Володимир Зеленський передав орден «Золота Зірка» членам родини загиблого Героя України.

## Нагороди
- Звання «Герой України» з удостоєнням ордена «Золота Зірка» (19 березня 2022, посмертно) — за особисту мужність і героїзм, виявлені у захисті державного суверенітету та територіальної цілісності України, вірність військовій присязі.
- Почесний громадянин Сарненської міської територіальної громади (2023)[5].
- Учасник АТО